# Ici Breizh Izel
Ici Breizh Izel (« Basse-Bretagne » en breton), anciennement  France Bleu Breizh Izel, est l'une des 44 stations de radio généraliste du réseau Ici de Radio France. Elle a pour zone de service la Basse-Bretagne (qui est composé du Finistère, de l'ouest des Côtes-d'Armor et de l'ouest du Morbihan). Elle a commencé à émettre le 3 août 1982 sous le nom de « Radio Bretagne Ouest - Radio Breiz Izel ». Le nom de RBO fut tout de suite adopté par les auditeurs, il est devenu la marque de la station pendant de nombreuses années.
Le 4 septembre 2000, les radios locales de Radio France sont réunies dans le réseau France Bleu qui fournit un programme commun national que reprennent les programmes locaux des stations en régions.

## Historique
L'histoire de la radio publique décentralisée en Basse-Bretagne trouve son origine en 1946 avec la construction de l'émetteur radiophonique de Quimerc'h. Cet émetteur diffuse dès lors des programmes nationaux de la Radiodiffusion française, le programme élaboré par la station régionale de Rennes, mais aussi des émissions spécifiques à la Basse-Bretagne en français et en breton. La station sera connue sous les noms de Radio Quimerc'h puis Radio Brest.
Avec l'éclatement de l'ORTF, le studio de Brest devient en 1976 une antenne locale de Radio Armorique, placée sous l'autorité de FR3 Rennes.
En 1982, l'organisation des radios publiques décentralisées est remodelée. Une nouvelle station locale émettant en Basse-Bretagne, et autonome de Radio Armorique, est créée : il s'agit de Radio Bretagne Ouest. La station est alors intégrée à l'entreprise publique Radio France. Les studios, auparavant situés à Brest, sont installés à Quimper. Radio Bretagne Ouest conserve néanmoins des locaux à Brest.
Radio Armorique n'est dès lors plus audible en Basse-Bretagne, mais poursuit ses émissions en Haute-Bretagne et est basée à Rennes.

## Identité de la radio

### Noms
À sa création en 1982, la station porte le nom de Radio Bretagne Ouest (Radio Breiz Izel en breton). En 1985, les noms des « radios de pays » de Radio France sont uniformisés. La station est alors rebaptisée Radio France Bretagne Ouest. À l'occasion de la création du réseau France Bleu en l'an 2000, la station prend le nom de France Bleu Breiz Izel. Depuis 2009, la station s'appelle France Bleu Breizh Izel, nom utilisant l'orthographe unifiée du breton.

### Identité visuelle (logos)

1er logo
1er logo (déclinaison)
2d logo
3e logo
dans les années 1980
jusqu'en 2000
logo de 2000 à 2005
logo de 2005 à 2008
logo de 2008 au 26 août 2015
logo du 26 août 2015 au 16 décembre 2021
logo du 16 décembre 2021 au 6 janvier 2025
logo depuis le 6 janvier 2025

### Slogans
Slogans utilisés par Radio Bretagne Ouest, depuis sa création jusqu'à son changement de nom :
- « RBO, la radio des bigorneaux » [1]
- « RBI radio an ti, RBO radio ar vro »

Par la suite, France Bleu Breizh Izel adopte les slogans du réseau national France Bleu. Certains de ces slogans sont traduits en langue bretonne à l'antenne et ont été repris lors de campagnes publicitaires :
- « Vu d'ici » / « Gwelet ac'hann » [2]
- « Écoutez, on est bien ensemble » / « Selaouit, brav e vezomp asambles »

## Équipes de la station

### Direction
La direction de France Bleu Breizh Izel est composée de 4 personnes : un responsable technique Yann Mainguy, un responsable des programmes Jérôme Lebreton, et un rédacteur en chef Baptiste Schweitzer. Le Finistérien Gurvan Musset, journaliste bilingue, ancien journaliste de France 3, est le directeur de la station.
L'équipe de FBBI est composée d'une cinquantaine de collaborateurs.

## Programmation

### Émissions en 2019-2020
| Nom                           | Temporalité                                                  | Présentation(s)                           | Langue(s) |
| ----------------------------- | ------------------------------------------------------------ | ----------------------------------------- | --------- |
| France Bleu Breizh Izel Matin | Trois heures le matin sur France 3 Bretagne avec Axel Perret | français et breton                        |           |
| La vie en bleu                | Une heure en matinée                                         | Catherine Kerevel                         | français  |
| On cuisine ensemble           | Une heure en matinée                                         | Catherine Kerevel et Laurent Le Limantour | français  |
| On joue ensemble              | Une heure en matinée                                         | Gaël Guéguen et Nicolas Rohel             | français  |
| 16H/19H                       | Trois heures en fin d'après-midi                             | Baptiste Mebrouk                          | français  |
| Breizh Storming               | Une heures en soirée                                         | Clément Soubigou                          | breton    |

### En langue française
De 6 h à 19 h, les émissions en français sont réalisées par les équipes de France Bleu Breizh Izel à Quimper (excepté le 13/16). Le reste des émissions en français provient du programme national de France Bleu.

### En langue bretonne
Chaque semaine, France Bleu Breizh Izel diffuse une vingtaine d'heures de programmes en langue bretonne :
- tous les jours : trois journaux d'information de 5 minutes[4]le matin et un journal de 7 minutes à 19 heures.
- du lundi au vendredi[4] :
  - L'émission Hentoù treuz, d'une demi-heure à la mi-journée, présentée par Manu Mehu ;
  - L'émission du soir Breizh storming, de deux heures en soirée, présentée par Clément Soubigou ;
  - Le p'tit cours de breton, deux chroniques matinales présentées par Clément Soubigou ;
- le samedi et le dimanche : l'émission Breizh O Pluriel, trois heures l'après-midi.

## Polémiques sur la langue bretonne à la radio
En 2020, en pleine pandémie du coronavirus, les émissions et les journaux de langue bretonne furent supprimés de l'antenne. La direction de France Bleu Breizh Izel justifia cette décision par la nécessité de protection des salariés. Cette suppression des émissions en breton suscita une vague d'indignation. Le SNJ-CGT, syndicat de journalistes, dénonça « une rupture grave et inédite dans la continuité du service public » alors que « les journalistes sont, depuis plus de trois semaines, en capacité d’assurer des rendez-vous d’antenne en breton, depuis leur domicile ». L'Union Démocratique Bretonne, Kevre Breizh ou encore la future maire de Quimper Isabelle Assih avaient apporté leur soutien aux salariés.
En juin 2025, une pétition fut initiée par les salariés de la radio pour dénoncer le projet de suppression de la majorité des journaux d'information en langue bretonne, notamment aux heures de grandes écoutes. Selon eux, ces "régressions considérables" provoqueraient "une division par quatre du temps d'antenne consacré à l'information en langue bretonne, passant de 16 à quatre minutes par jour". Gurvan Musset, le directeur d'ICI Breizh Izel, justifia la mise en place de cette nouvelle grille de programme, car "le métier change, nos auditeurs aussi". Le Conseil municipal de Quimper vota un vœu demandant à la direction de garantir « toute sa place à l’expression en langue bretonne en renonçant à son projet de suppression des informations en breton sur les heures de grande écoute ». Au 19 juin 2025, la pétition réunit 6558 signataires, dont Loig Chesnais Girard, président de la Région Bretagne, des députés (Paul Molac, Pierre Yves Cadalen, Damien Girard, Corentin Le Fur, etc.) des artistes (Alan Stivell, Denez Prigent, Christophe Miossec, etc.), des universitaires et des organismes (Diwan, Sked, Kelennomp!, Gouel Broadel ar brezhoneg, etc.). Face à la mobilisation, la direction proposa "à l’équipe de journalistes bretonnants 8 minutes d’info en breton dans la matinale, mais en majorité avant les heures de grande écoute, avant le 7H-9H". Malgré un recul seulement partiel du projet, les journalistes décidèrent de mettre fin à leur mobilisation "dans l’espoir de retrouver un espace de travail serein après plus d’un mois de tension".

## Diffusion
France Bleu Breizh Izel utilise plusieurs moyens pour transmettre ses programmes : modulation de fréquence (FM), satellite et Internet.

### Modulation de fréquence (FM)
France Bleu Breizh Izel dispose de multiples émetteurs en Basse-Bretagne (Finistère, Ouest des Côte d'Armor et du Morbihan) et peut être captée, en modulation de fréquence, à l'ouest d'une ligne reliant approximativement Saint-Brieuc à Quiberon en passant par Pontivy :
- Côtes-d'Armor : Guingamp, Lannion, Paimpol, Perros-Guirec, Pontrieux et Tréguier
- Finistère : Audierne, Brest, Châteaulin, Concarneau, Douarnenez, Landerneau, Pont-Aven, Quimper et Quimperlé
- Morbihan : Lorient et Pontivy

### Satellite
France Bleu Breizh Izel est diffusée sur le bouquet satellite Fransat (via le satellite Eutelsat).

### Internet
Le site internet de France Bleu Breizh Izel permet d'écouter la radio en direct et d'obtenir les podcasts de la plupart des émissions diffusées. La station est également disponible sur la plupart des postes de radio internet en streaming.

### Télévision
Depuis le 10 décembre 2019, l'émission France Bleu Breizh Izel Matin est diffusé du lundi au vendredi de 6h00 à 9h00 à la télévision grâce à France 3 Bretagne dans le Finistère uniquement.

## Pour compléter